# Stanwellia taranga
Stanwellia taranga är en spindelart som först beskrevs av Forster 1968.  Stanwellia taranga ingår i släktet Stanwellia och familjen Nemesiidae. Inga underarter finns listade i Catalogue of Life.